# Гайдари
Гайда́ри — село в Україні, у Зміївській міській громаді Чугуївського району Харківської області. Населення становить 385 осіб. До 2020 орган місцевого самоврядування — Задонецька сільська рада.

## Географія
Село Гайдари знаходиться на правому березі річки Сіверський Донець, вище за течією на відстані 2 км розташоване місто Зміїв, нижче за течією за 4 км — село Коробів Хутір, на протилежному березі — село Задонецьке. На відстані 1 км розташоване село Іськів Яр. Русло річки звивисте, утворює лимани й озера. Село розташоване у великому лісовому масиві (дуб). На березі річки кілька дитячих таборів, будинків відпочинку, спортивних таборів, біологічна станція.

## Археологія

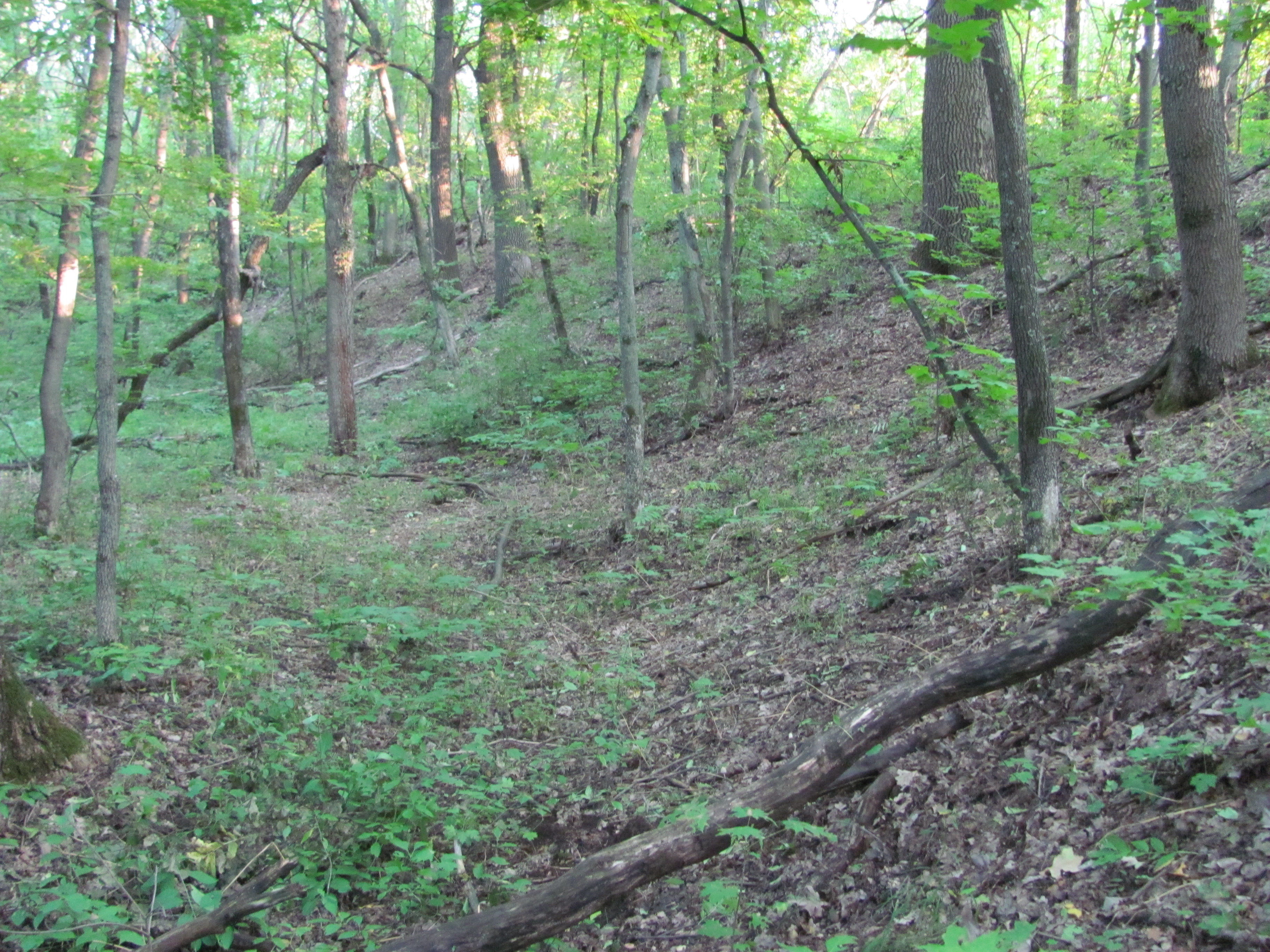
Городище «Гайдари»

- скіфське селище скіфів-землеробів 500-200 років до Р.Х., між селами Гайдари і Задонецьке площею 650х225 м; досліджувалося Борисом Шрамко у 1953 році;
- поселення салтівське “Табір”, біля біостанції ХНУ 700-1000 років досліджувалося Борисом Шрамко у 1974 році;
- городище «Гайдари» слов'янське (пеньківська, волинцівська культури) 200-1000 років, продовжувало функціонувати за Золотої Орди у 1240-1320 роках; досліджувалося Олександром Федорівським у 1927 році.

## Історія
Село засноване в 1659 році.
Село постраждало внаслідок геноциду українського народу, проведеного урядом СРСР в 1932—1933 роках, кількість встановлених жертв у Задонецькому та Гайдарах — 150 людей.
У березні 1942 року угорські війська пограбували село, розстріляли 24 місцевих мешканців.
Наприкінці 2017 року біля села Гайдари було демонтовано один з останніх пам'ятників Леніну в області.
12 червня 2020 року, відповідно до Розпорядження Кабінету Міністрів України  № 725-р «Про визначення адміністративних центрів та затвердження територій територіальних громад Харківської області», увійшло до складу Зміївської міської громади.
19 липня 2020 року, в результаті адміністративно-територіальної реформи та ліквідації Зміївського району, село увійшло до складу Чугуївського району Харківської області.

## Населення

### Мова
Розподіл населення за рідною мовою за даними перепису 2001 року:
| Мова            | Кількість | Відсоток |
| --------------- | --------- | -------- |
| українська      | 379       | 98.44%   |
| російська       | 5         | 1.30%    |
| інші/не вказали | 1         | 0.26%    |
| Усього          | 385       | 100%     |

## Пам'ятки
- Біля села розташована біостанція «Гайдари» Харківського національного університету імені Василя Каразіна.
- На біологічної станції живе байбак Тимко, провісник погоди
- Національний природний парк — Гомільшанські ліси